# Gergely György (pszichológus)
Gergely György (Budapest, 1953. november 14. –) magyar származású pszichológus, a Közép-európai Egyetem professzora, számos könyv és cikk szerzője, aki elsősorban a kognitív tudományok területén folytat kutatásokat.

## Tanulmányai
Londonban és az USA-ban végez tanulmányokat és szerez pszichológusi diplomát, majd 1986-ban doktorál pszichológiából (kísérleti pszicholingvisztika) a Columbia Egyetemen. 1997-ben újabb doktori fokozatot szerez a gyerek klinikai pszichológia területén, a HIETE egyetemen, Budapesten. 2002-ben az MTA doktora lesz és 2006-ban habilitál a BME Kognitív Tudományi Doktori Iskolájában.

## Munkássága
Kutatási területe a szociális és kognitív fejlődés és kulturális tanulás csecsemő és kora gyerekkorban, tudatelmélet, és fejlődési pszichopatológia. Számos könyv és cikk szerzője 3 fő témában: kognitív tudomány, kognitív és szocio-emocionális fejlődés, valamint klinikai és pszichoanalitikus fejlődés elmélet és fejlődési pszichopatológia.
Jelenleg az ún. „Természetes Pedagógiával”, az emberi szociális-kognitív kommunikációs rendszerrel foglalkozik, amely már a csecsemőt is felkészültté teszi a kulturális információk megértésére és elsajátítására. Ez a veleszületett kommunikatív kulturális tanulás teszi lehetővé a kultúra létrehozását és a kulturális tudás generációról generációra történő továbbadását.
Peter Fonaggyal és kollégáival együtt publikálta az Affect Regulation, Mentalization, and the Development of the Self c. könyvet, mely az egyéni fejlődéssel foglalkozik a mentalizáció és érzelem szabályozás tükrében. A könyv 2003-ban elnyerte a rangos Gravida Award és a Goethe Award for Psychoanalytic Scholarship díjakat.

## Szervezeti tagságok
- Pszichológiai Tudományos Bizottság
- Magyar Pszichoanalitikai Egyesület (tiszteletbeli tag)
- American Psychological Society (alapító tag)
- University College London – Anna Freud Központ

## Fontosabb díjai
- Kanadai CPA Goethe Díj: 2005
- Gradiva Díj (National Association for the Advancement of Psychoanalysis): 2003
- Kardos Lajos-díj (MTA PKI): 2002

## Válogatott publikációk
- Fonagy, P., Gergely, G., Jurist, E., & Target, M. (2002). Affect-regulation, mentalization and the development of the self. New York: Other Press.
- Gergely, G., Nádasdy, Z., Csibra, G., & Bíró, S. (1995). Taking the intentional stance at 12 months of age. Cognition, 56(2):165-193.doi:10.1016/0010-0277(95)00661-H
- Gergely, G., Bekkering, H., & Király, I. (2002). Rational imitation in preverbal infants. Nature, 415(6873):755. doi:10.1038/415755a
- Gergely, G., & Watson, J.S. The social biofeedback theory of parental affect-mirroring: The development of emotional self-awareness and self-control in infancy. The International Journal of Psychoanalysis, 7(6):1181-1212.
- Gergely, G., & Csibra, G. (1997). Teleological reasoning in infancy: The infant’s naive theory of rational action. A reply to Premack and Premack. Cognition, 63:227-233.
- Csibra G., Gergely, G., Biró, S., Koós, O., & Brockbank, M. (1999). Goal-attribution without agency cues: The perception of ’pure reason’ in infancy. Cognition, 72:237-267. doi:10.1016/S0010-0277(99)00039-6
- Csibra, G. & Gergely, G. (2009). Natural pedagogy. Trends in Cognitive Sciences, 13(4):148-153.
- Csibra, G. & Gergely, G. (2006). Social learning and social cognition: the case for pedagogy. In: Processes of change in brain and cognitive development. Attention and performance XXI (szerk. Y. Munakata & M. H. Johnson), pp. 249–274. Oxford, UK: Oxford University Press.
- Gergely, G. & Watson, J. S. (1999). Early social-emotional development: Contingency perception and the social biofeedback model. (pp. 101-137) In: P. Rochat (szerk.), Early Social Cognition, Hillsdale, NJ: Erlbaum .
- Fonagy,P., Target,M., Gergely, G. (2006). Psychoanalytic perspectives on developmental psychopathology. (pp. 701-749) In: Cicchetti,D., Cohen,D.J. (szerk.) Developmental Psychopathology (2. kiadás). New York: Wiley.
- Fonagy, P., Luyten, P., Bateman, A., Gergely, G., Strathearn, L., Target, M., & Allison, E. (2011). Attachment and Personality Pathology. (pp. 37-88), In: J. Clarkin, P. Fonagy, & G. Gabbard (szerk.) Psychodynamic Psychotherapy for Personality Disorders. A Clinical Handbook. American Psychiatric Publishing,Inc.
- Brass, M., Schmitt, R., Spengler, S., & Gergely, G. (2007). Investigating action understanding: Inferential processes versus action simulation. Current Biology, 17(24):2117-2121. doi:10.1016/j.cub.2007.11.057